# Фрідріх (герцог Саксен-Альтенбургу)
Фрідріх (нім. Friedrich, 29 квітня 1763 — 29 вересня 1834) — герцог Саксен-Гільдбурггаузену у 1780—1826 роках, після Ернестинського поділу земель — герцог Саксен-Альтенбургу у 1826—1834 роках. Син попереднього герцога Саксен-Гільдбурггаузену Ернста Фрідріха III та принцеси Саксен-Веймарської Ернестіни. До січня 1787 року правив під регентством родича Йозефа Фрідріха. До 1806 року мав фінансові обмеження Імперської дебетової комісії.
За його правління Саксен-Гільдбурггаузен у грудні 1806 року увійшов до Рейнського союзу, який перебував під протекторатом Наполеона. Після поразки Бонапарта у 1815 році, країна приєдналася до Німецького союзу, що сприяло покращенню фінансової ситуації, державний борг значно скоротився. У 1818 році Фрідріх дарував герцогству конституцію.
Після реорганізації Ернестинських герцогств у 1826 році, переїхав до Альтенбургу, що важко йому далося. Мешкав переважно у замку Гуммельсгайн. Від 1830 року залучав до управління кронпринца Йозефа. У 1831 році дарував Саксен-Альтенбургу конституцію.

## Біографія

### Ранні роки
Народився 29 квітня 1763 року у Гільдбурггаузені. Був третьою дитиною та єдиним сином у родині герцога Саксен-Гільдбурггаузену Ернста Фрідріха III та його третьої дружини Ернестіни Саксен-Веймарської. Мав старших сестер Софію та Крістіну.

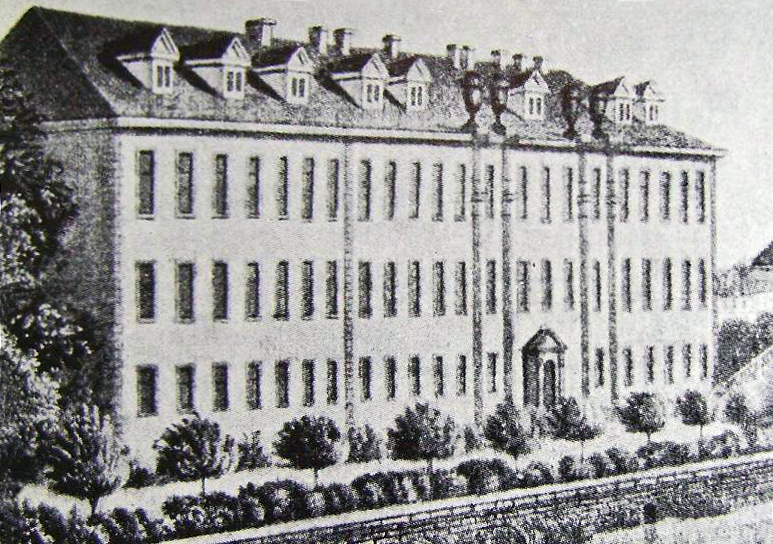
Гільдбурггаузенський замок

Батько, освічена та культурна людина, тримав розкішний двір, покровительствував наукам і мистецтвам, ніс значні військові витрати. Такий спосіб життя призвів до фінансової кризи у герцогстві, й імператор Йосиф II у 1769 році направив до країни дебетову комісію для фінансового контролю. Дана комісія регулювала витрати до 1806 року, надаючи правителям скорочене утримання у розмірі 12 000 гульденів.
Основною резиденцією родини був замок Гільдбурггаузену.
Початкову освіту Фрідріх отримав у міського священника Гільдбурггаузену Йоганна Альріха Рьодера, який у 1778 році відправив принца до двору Готи для навчання у місцевих таємних радників. У 1779 році юнак був представлений віденському двору своїм двоюрідним прадідом Йозефом Фрідріхом.

### Герцог Саксен-Гільдбурггаузену
У вересні 1780 року Ернст Фрідріх III помер. Фрідріх вступив на престол під регентством Йозефа Фрідріха, який здійснював опікунство до своєї смерті у січні 1787 року. Прадід мав сильний вплив на свого підопічного. Оскільки Йозеф Фрідріх був католиком, консисторіальні постанови видавалися самою консисторією. Правління регента характеризувалося як корисне для країни. Надалі герцог також мав досвідчених радників.

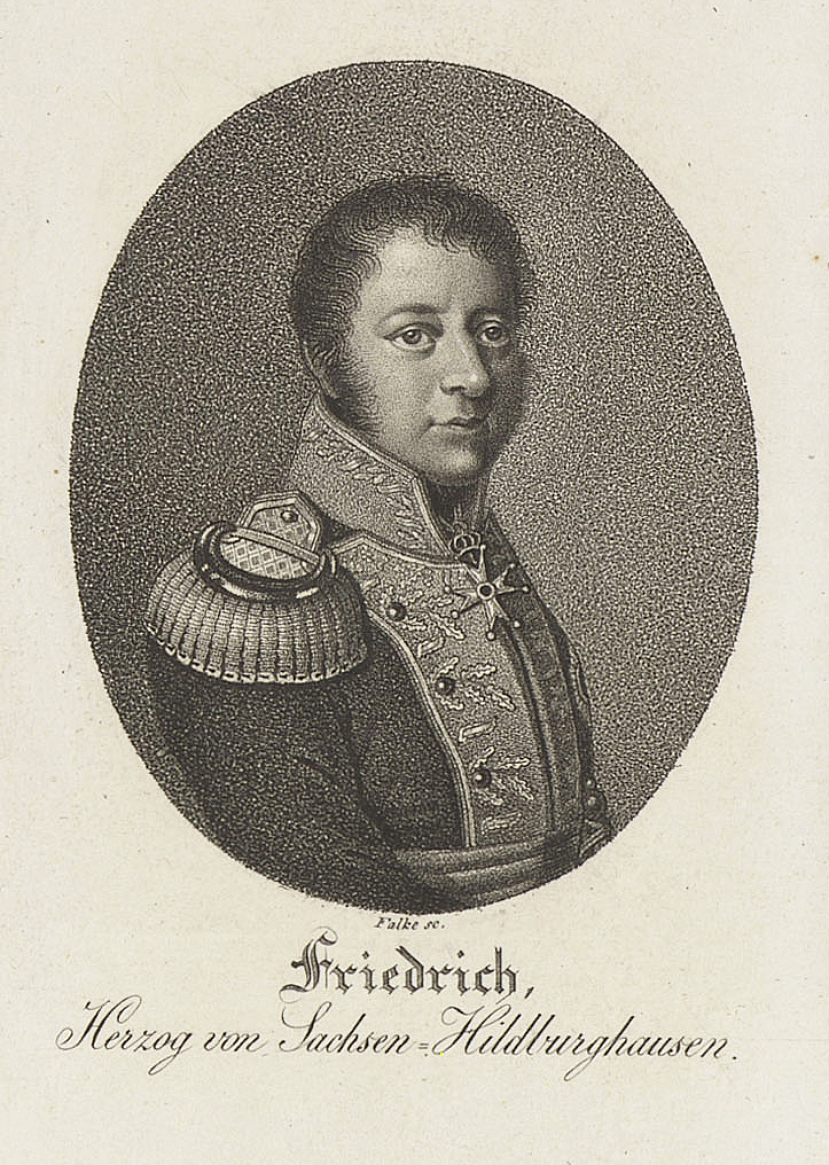
Гравюра Тобіаса Фальке

Фрідріх був патріархальним правителем, дуже популярним серед народу. Як і його батько, відзначався доброзичливістю та привітністю до своїх підданих, гуманністю у виконанніх обов'язків правителя. Так, за своє 40-річне правління підписав лише один смертний вирок. Підданим він фамільярно казав ти, часто відвідував заїжджі двори та майстерні, кожен Новий рік виголошував промову з балкону замку. День його народження відзначався в країні, як державне свято.
У вересні 1785 року одружився зі своєю троюрідною сестрою Шарлоттою Георгіною Мекленбург-Штреліцькою, яка народила 12 дітей. Завдяки її протегуванню інтелектуальному життю столиці і розвитку культури Гільдбурггаузен отримав прізвисько Маленький Веймар. У 22 років одружився із 15-річною принцесою Мекленбург-Штреліцькою Шарлоттою Георгіною, яка доводилася йому троюрідною сестрою. Дівчина була відома своєю красою. Весілля відбулося 3 вересня 1785 у Гільдбурггаузені. У подружжя народилося дванадцятеро дітей.
З весни 1781 до осені 1785 року тривало відновлення міської церкви Гільдбурггаузену, яка була зруйнована масштабною пожежею у місті 19 серпня 1779 року. 14 лютого 1788 року відмінили екзорцизм і публічне церковне покаяння. У 1797 році була видана редагована церковна збірка гімнів. Збільшилася зарплатня священникам. У 1811 році герцогське подружжя було присутнім на відкритті синагоги у Гільдбурггаузені.
Одним із перших самостійних рішень Фрідріха стало створення у 1789 році єдиної торгівельної зони (т.з. Родахська конвенція (нім. Rodacher Convention)) з герцогствами Саксен-Мейнінген і Саксен-Кобург-Заальфельд, яка зробила можливою
вільну торгівлю між країнами. Особливо, це стосувалося купівлі-продажу зерна та інших продовольчих товарів, оскільки створення торгівельного союзу на даних територіях було викликане нестачею продовольства. Пізніше до угоди приєдналися лицарські міста Вальдорф і Бауербах.
Згодом герцог провів реформи у галузі торгівлі, медицини, сільського господарства, поліцейської служби, дорожнього будівництва й освіти. Так, 14 вересня 1795 року у Гільдбурггаузені була відкрита педагогічна колегія за Майнінгенським зразком, де проходили навчання 12 учнів; створене ремісниче училище для бідних дітейː відкриті та покращені вже існуючі школи на селі. Гімназія, зачинена у 1796 році, була відновлена у 1812 році, першим її директором став археолог Фрідріх Сіклер. У 1804 році у герцогстві введена обов'язкова релігійна освіта для дітей віком від 5 років. У 1807 році Карл Людвіг Нонне, відомий застосуванням у своїй роботі методу Песталоцці, заснував приватну школу «Nonnesche Institut» для дітей забезпечених батьків. У 1815 році було створено читацький клуб. Від 1816 року введені конференції вчителів. У 1824 році — відкрита єврейська школа.

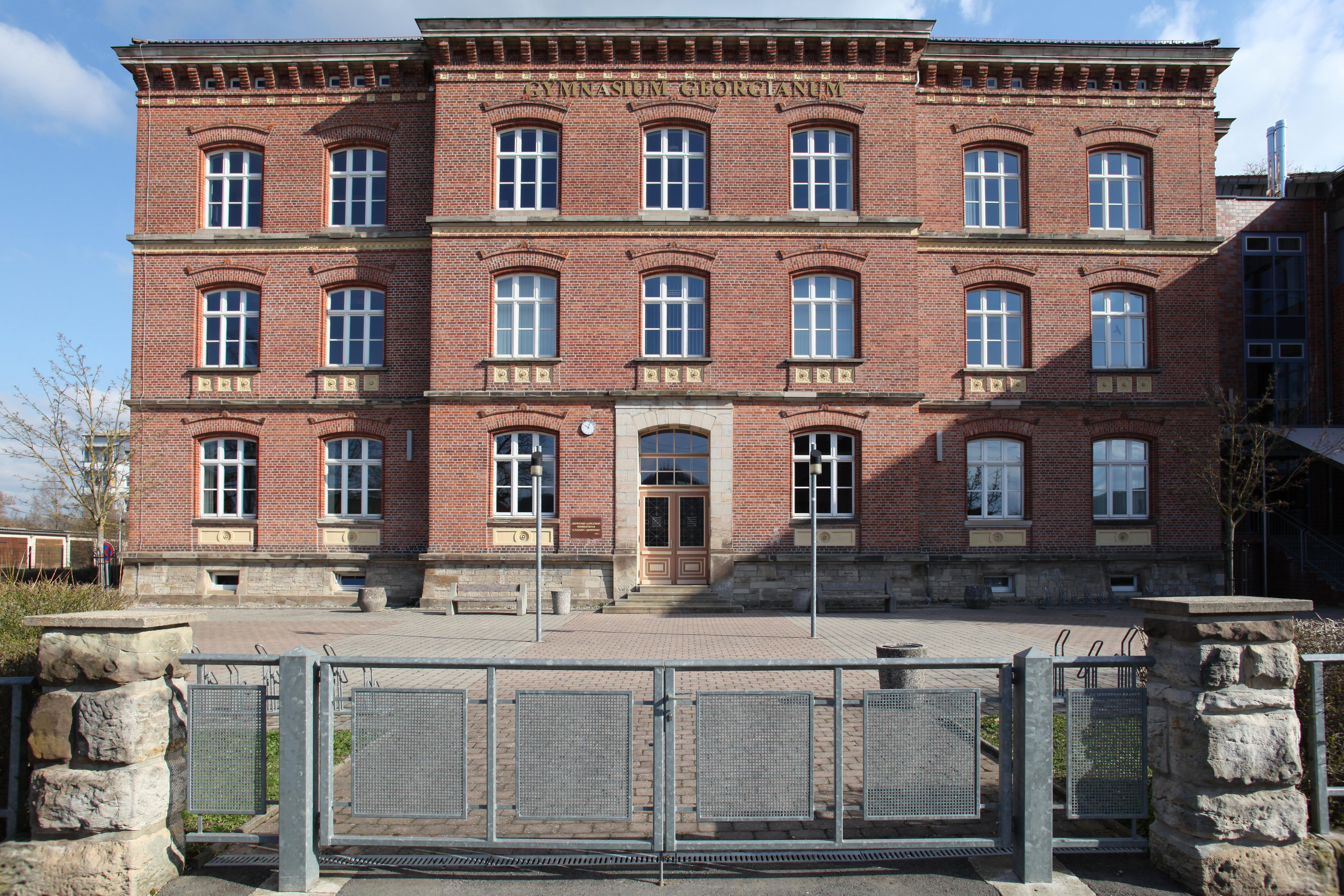
Гімназія Гільдбурггаузена

У 1792—1806 роках, рішенням імперської фінансової комісії, парк біля палацу було перетворено у англійський ландшафтний сад, оскільки у попередньому вигляді він вимагав значних витрат. У 1803 році були оновлені інтер'єри Гільдбурггаузенського замку з приводу візиту у червні прусського правлячого подружжя, до цього кронпара навідувала місто у 1791 році. У 1815 році біля замку було встановлено пам'ятник королеві Луїзі, який став першим пам'ятником монархині за межами Пруссії.
У 1794 році Фрідріх офіційно відкрив придворний театр. Незважаючи на високий рівень державного боргу та загрозу французького вторгнення, у Гільдбурггаузені тривали святкування. Так, на початку 1802 року кожні два тижні влаштовувалися бали-маскаради. У місті продовжувала друкуватися газета «Hildburghäusische Wochen-Frag- und Anzeige», заснована 1766 року, що виявляла велику зацікавленість до питань внутрішньої та зовнішньої політики. У 1810 році дане видання проголосили державним. У 1818 році була заснована ще одна газета, «Dorfzeitung», яка швидко набула популярності. На початку 1800-х нетривалий час виходив журнал пастора Фрідріха Вільгельма Ломлера «Chronik für Franken mit Abhandlungen und Mitteilungen über Geschehnisse in Franken». Гостями міста були Йоганн Вольфганг фон Гете (1782), Йоганн-Готфрід Гердер (1788), Фрідріх Рюккерт (1810, 1814). Письменник Жан Поль мешкав у столиці герцогства протягом року з травня 1799.
З 1803 року в країні велося вакцинування проти віспи.

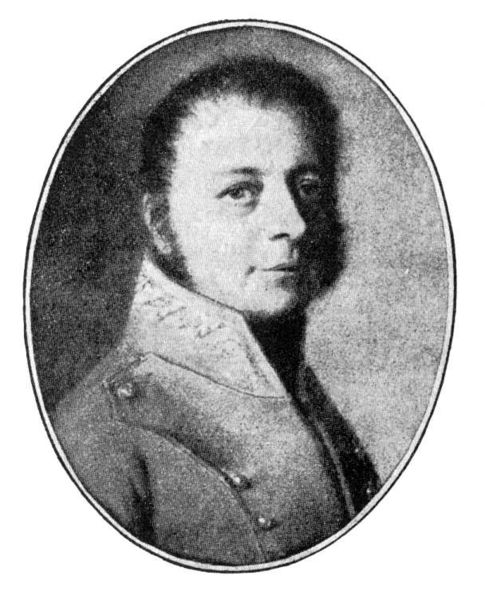
Герцог Фрідріх, гравюра

У 1798 році Фрідріх надав союзникам стрілецьку рота, яка брала участь у взятті фортеці Еренбрайтштайн, повернулися солдати у лютому 1799 року. Згодом, із наполеонівською навалою, саксонські герцогства, у тому числі і Саксен-Гільдбурггаузен були змушені вступити до Рейнського союзу. Офіційно вони приєдналися до нього 15 грудня 1806 року. В рамках Познаньського миру Саксен-Гільдбурггаузен мав також виплатити Франції 20 000 гульденів. Фрідріх після вступу до ворожого союзу втратив імперське звання фельдмаршал-лейтенанта, яке отримав 1799 року. Контингент, який він мав посилати до французької армії, становив 200 осіб. Солдати перейшли під командування генерала Луазона та брали участь у невдалій облозі Кольбергу. Протягом 1806—1811 років через країну пройшло багато транзитів військ, що величезним тягарем лягло на громадянське населення. У 1809 році 150 солдатів з Гільдбургхаузена воювали в Тіролі. За проявлену хоробрість командир полку Август фон Еглофштайн був нагороджений орденом Почесного легіону. У 1813 році було засновано касу допомоги військовим інвалідам та компенсаційний фонд.
У 1807 році був підписаний договір про кордони з новоствореним Великим герцогством Вюрцбург, внаслідок чого Гільдбурггаузен втратив владу над п'ятьма парафіями.
У 1801—1817 роках тривало будівництво дороги через долину річки Верра. Підвищена увага до дорожнього будівництва була нагальною потребою, особливо для економічного розвитку регіону. У 1812 році вийшов указ про звільнення від дорожних зборів транспортних перевезень для будівництва доріг. В період 1817—1824 були вимощені кілька місць столиці, зроблені тротуари та сходи.
23 листопада 1813 року було видано Указ про державне управління общинними лісами. 1818 року — реформована система пожежогасіння. 30 грудня 1824 року — заснована муніципальна ощадна каса. Був підписаний контракт з поштою Турн-унд-Таксіс, але поштові податки не знижувались.
У 1815 році герцогство приєдналося до Німецького союзу. Наступного року Фрідріх видав указ про вільне пересування німецькими землями, що допомогло значно покращити фінансову ситуацію країни. 1818 року дарував країні конституцію, як це було обумовлено у федеральному законі даного союзу.  Конституція Саксен-Гільдбурггаузену вважалася ліберальною та найсучаснішою в тогочасній Німеччині. 5—9 лютого 1819 року відбулися перші з 1771 року збори ландтага.
Після смерті бездітного герцога Саксен-Гота-Альтенбургу Фрідріха IV у лютому 1825 року, герцог Саксен-Мейнінгену Бернхард II відразу оприлюднив свої домагання щодо даних територій, його основним суперником виступив герцог Саксен-Кобург-Заальфельду Ернст. Фрідріх власних вимог не висував і наполягав на рівному розподілі земель. Попередній договір правителі уклали 11 серпня 1826 року, а 12 листопада 1826 року — підписали Ернестинський договір про остаточний поділ територій. Герцогство Саксен-Гільдбурггаузен було обміняно на Альтенбурзькі землі, виникла нова держава Саксен-Альтенбург, яку очолив Фрідріх. Двір Гільдбурггаузену переїхав до Альтенбургу. Прощання з рідним містом і країною, якою правив 46 років, далося герцогу дуже тяжко.

### Герцог Саксен-Альтенбургу

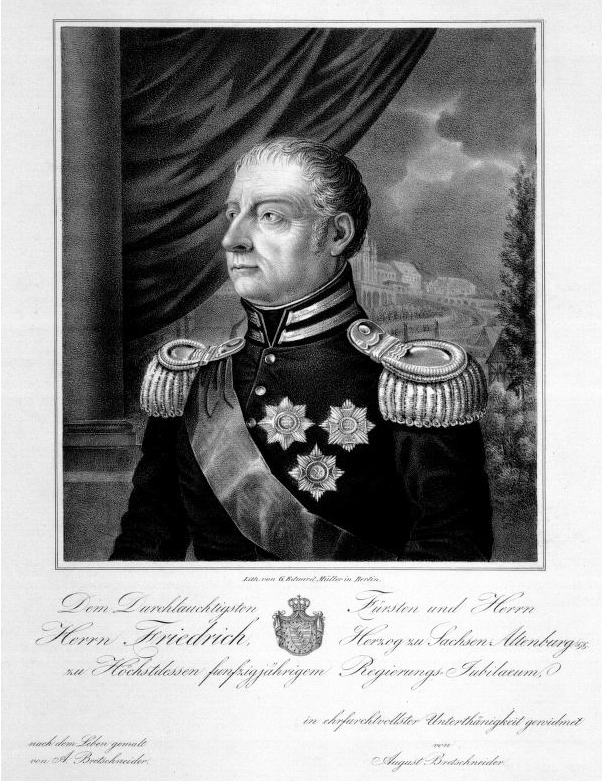
Портрет Фрідріх близько 1830

Замок Альтенбургу перебував не в найкращому стані, і, поки тривала його реставрація, Фрідріх часто зупинявся у мисливському замку Гуммельсгайн, який став літньою резиденцією.
Державним міністром залишався Фрідріх Карл Адольф фон Трютцшлер, який перебував на посаді ще з 1789 року. Політик надав чималі послуги новому володарю своїм досвідом та знаннями. Після його відходу у приватне життя у вересні 1830 році, посаду обійняв Йоганн Генріх Ернст фон Браун. Оскільки здоров'я літнього герцога погіршувалося, від 1830 року його старший син, кронпринц Йозеф, також брав участь в управлінні державою.
14 вересня 1830 року Фрідріх пообіцяв населенню ухвалити першу Конституцію, після того, як у місті спалахнули вуличні бої. Конституція набула чинності 23 квітня 1831 року. Окрім іншого, герцог покращив інфраструктуру у своїй новій країні та оптимізував управління. У 1833 році вступив до Німецької митної та торгової асоціації, що сприятливо позначилося на економічному становищі герцогства. Населення Альтенбургу стрімко зростало. У період від 1825 до 1836 років усі п'ять міських брам були знесені.
У 1833 році виступив одним зі співзасновників ордену дому Саксен-Ернестіне.
Помер у віці 71 року у замку Гуммельсгайн 29 вересня 1834. Був похований у замковій кірсі Альтенбургу. У 1844 році тіло перепоховали у князівській крипті на місцевому цинтарі. У 1974 році відбулося ще одне перепоховання на тому ж цвинтарі.

## Родина

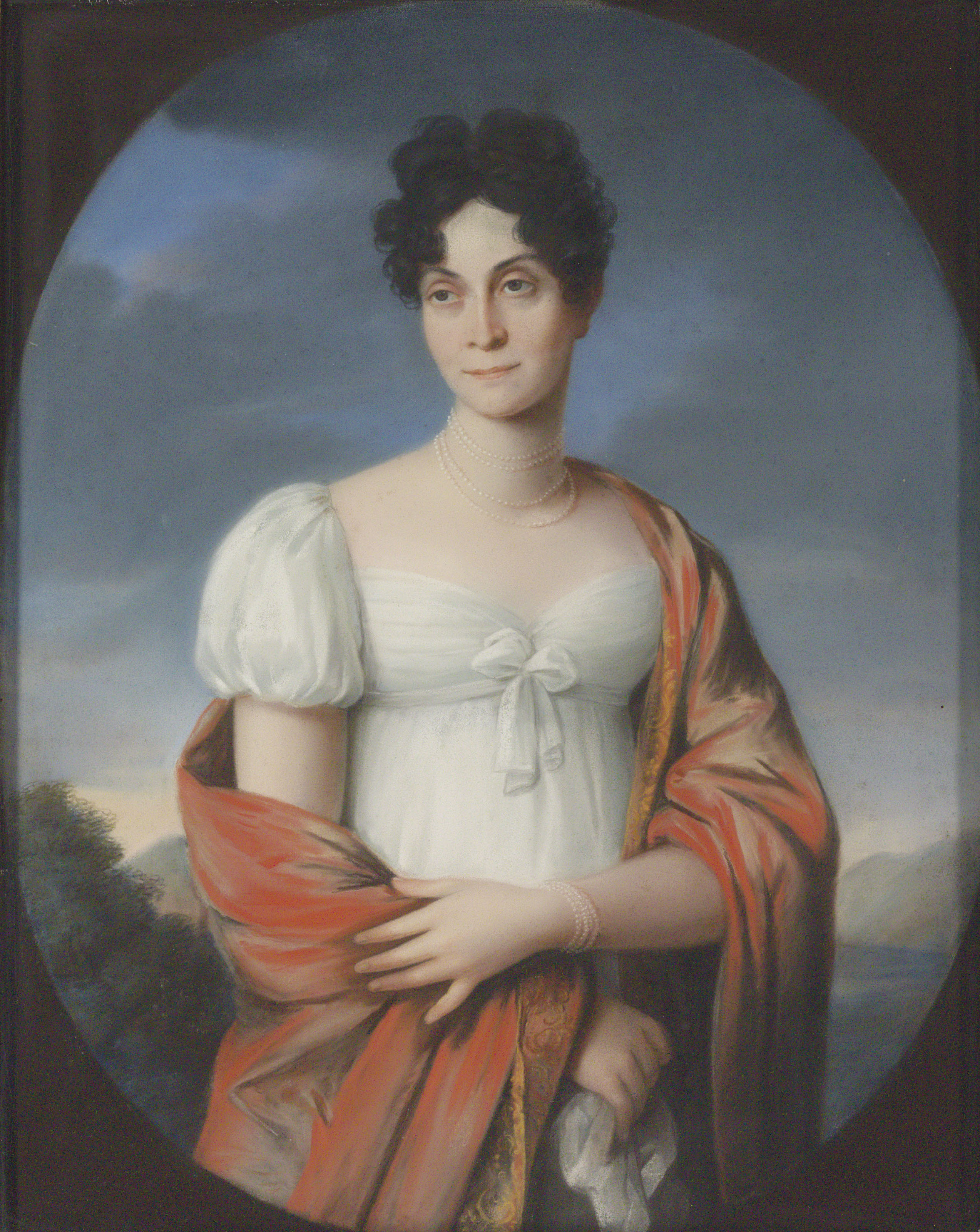
Шарлотта Георгіна на портреті пензля Й. Г. Шрьодера, ХІХ століття

Дружина — Шарлотта Георгіна, принцеса Мекленбург-Штреліцька
- Фрідріх (12 червня—30 липня 1786) прожив півтора місяці;
- Катаріна Шарлотта (1787—1847) — дружина герцога Вюртемберзького Пауля, мала п'ятеро дітей;
- Августа (29 липня 1787) померла після народження;
- Йозеф Георг Фрідріх (1789—1868) — герцог Саксен-Альтенбургу у 1834—1848 роках, був одружений з Амалією Вюртемберзькою, мав шістьох доньок;
- Фредеріка (18 січня—25 березня 1791) прожила 2 місяці;
- Тереза (1792—1854) — дружина короля Баварії Людвига I, мала дев'ятеро дітей;
- Шарлотта Луїза (1794—1825) — дружина герцога Нассау Вільгельма, мала восьмеро дітей;
- Франц (1795—1800) прожив 5 років;
- Георг (1796—1853) — герцог Саксен-Альтенбургу після зречення брата Йозефа у 1848—1853 роках, був одружений з Марією Мекленбург-Шверінською, мав трьох синів;
- Фрідріх (1801—1870) був заручений із леді Марією Тальбо, проте шлюб не відбувся. Помер бездітним та неодруженим.
- Максиміліан (19 лютого—29 березня 1803) прожив 1 місяць;
- Едуард (1804—1852) — генерал-лейтенант баварської армії, був двічі одружений, мав шестеро дітей.

Шарлотта Георгіна пішла з життя у травні 1818 року, до вцарювання Фрідріха у Саксен-Альтенбурзі. Похована у мавзолеї на цвинтарі Гільдбурггаузену.

## Нагороди
- Орден Святого Губерта (Баварське королівство) (1810).

## Цікаві факти
- Під час правління Фрідріха, у 1807 році, до Гільдбурггаузену прибула загадкова аристократична пара, яка оселилася у замку Ейсхаузен неподалік міста. Мешкали надзвичайно усамітнено, з часом стали відомі як Темний граф та графиня. Відзначилися великою благодійністю. Існують докази, що пара перебувала під покровительством двору Саксен-Гільдбурггаузена. Згодом з'ясувалося, що графом був голландський дипломат на ім'я Леонардус Корнеліус ван дер Валк. Особа графині залишається невідомою. Існували припущення, що нею була французька принцеса Марія Терезія де Бурбон, донька страчених Людовіка XVI та Марії Антуанетти, яка помінялася місцями з Ернестіною Ламбріке для шлюбу з герцогом Ангулемським, однак вони були відкинуті після експертизи останків невідомої у 2014 році.[19][20][21]